# Les Gordon
Ne doit pas être confondu avec Les Gordon (musicien).
Pour les articles homonymes, voir Gordon.
Les Gordon, signature conjointe adoptée par les époux Gordon Gordon (Anderson, Indiana, 12 mars 1906 – 14 mars 2002) et Mildred Gordon, née Nixon (Eureka, Kansas, 24 juillet 1905 - 3 février 1979), un duo de scénaristes et d’auteurs américains de romans policiers et d’espionnage.

## Biographie
Gordon Gordon et Mildred Nixon se rencontrent sur le campus de l’Université d'Arizona où ils sont tous deux inscrits. Ils terminent leurs études et obtiennent leurs diplômes, lui en 1929, elle en 1930. Mildred travaille un an comme enseignante dans une école de Tucson en Arizona ; lui est reporter. Ils se marient en 1932. Mildred devient rédactrice dans un magazine, puis correspondante à la United Press International. De son côté, après avoir été rédacteur dans un journal de Tucson, Gordon décroche un poste d'attaché de presse à la 20th Century Fox.
Depuis 1936, Mildred s’est lancée dans l’écriture. Elle publie enfin son premier roman, The Little Man Who Wasn’t There, en 1946, puis est rejointe par son époux. Dès lors, tous deux font paraître, sous la signature The Gordons, des romans policiers et d’espionnage. John Ripley, héros de plusieurs récits centrés sur le FBI, est droit et persévérant, il croit en Dieu, et se montre plutôt manichéen dans sa vision de la société, à l’image des œuvres écrites par le couple Gordon dans les années 1950, qui prennent toujours le parti du capitalisme et de la nation américaine. Or, au début des années 1960, quand l’intégrité du FBI est remise en doute, les Gordon doivent changer de registre. Ils créent alors un nouveau personnage, qui sera le héros de trois romans policiers humoristiques : un chat espion. Cet « espion aux pattes de velours » (The Undercover Cat, dans la version originale) se retrouve peu après au cinéma grâce au scénario écrit par les Gordon eux-mêmes, dans un film produit les Studios Disney. Les Gordon ont également adapté d'autres de leurs romans au cinéma.
Après la mort de Mildred Gordon, en 1979, Gordon épouse Mary Dorr (1918-2004), avec qui il signera encore quelques romans.

## Œuvre
Notes: Les éditeurs français ont choisi de faire paraître les romans du duo sous différentes signatures : Les Gordon, Les Gordons, The Gordons, M. & G. Gordon, ainsi que Gordon Gordon et Mildred Gordon.

### Romans

#### SérieJohn Ripley
- FBI Story (1950) Publié en français sous le titre Le FBI enquête, Paris, Librairie des Champs-Élysées, Le Masque no 424, 1952
- Case File: FBI (1953) Publié en français sous le titre La Manière forte, Paris, Presses de la Cité, Un mystère no 157, 1954 ; réédition, Paris, Pocket no 1118, 1974
- Captive (1957) Publié en français sous le titre 6.35 à l’ombre, Paris, Gallimard, Série noire no 484, 1959
- Operation Terror (1961) Publié en français sous le titre Coup de grosse caisse, Paris, Gallimard, Série noire no 665, 1961

#### SériePattes-de-velours
- Undercover Cat ou That Darn Cat (1963) Publié en français sous le titre L’Espion aux pattes de velours, Paris, Hachette, 1965 ; réédition, Paris, Hachette-Jeunesse, Bibliothèque verte 2e série no 308, 1966
- Undercover Cat Prowls Again (1966) Publié en français sous le titre Pattes-de-velours reprend la piste, Paris, Hachette-Jeunesse, Bibliothèque verte 2e série no 346, 1968
- Catnapped: The Further Adventures of Undercover Cat (1974)

#### SérieGail et Mitch
- Night Before the Wedding (1969) Publié en français sous le titre En avant la chanson !, Paris, Presses de la Cité, Un mystère, 3e série no 25, 1969
- Night After the Wedding (1979) Publié en français sous le titre La Veuve et l’Orpheline, Paris, Gallimard, Série noire no 1799, 1980

#### Autres romans policiers
- Make Haste to Live (1950) Publié en français sous le titre Pauvre vie, Paris, Librairie des Champs-Élysées,  Le Masque no 437, 1953 ; réédition, Paris, Librairie des Champs-Élysées,  Le Club des Masques no 240, 1975
- Campaign Train ou Murder Rides the Campaign Train (1952)
- The Case of the Talking Bug ou Playback (1955) Publié en français sous le titre Indiscrétion assurée, Paris, Presses de la Cité, Un mystère no 233, 1955
- The Big Frame (1957) Publié en français sous le titre À la pression, Paris, Gallimard, Série noire no 489, 1959
- Tiger on My Back (1960)
- Menace ou Journey with a Stranger (1962)
- Power Play (1965) Publié en français sous le titre Le Grand Moyen, Paris, Bourgois/Julliard, coll. PJ, 1969

#### Autre roman non-policier
- The Tumult and the Joy (1971)

#### Roman policier signé Mildred Gordon
- The Little Man Who Wasn’t There (1946)

#### Romans policiers signés Gordon Gordon et Mary Dorr
- Race of the Golden Tide (1983)
- The Hong Kong Affair (1998)
- It Could Happen (2000)

### Nouvelles
- Stranger in the Night (1961)
- The Terror Racket (1967)

## Filmographie

### Scénarios
- 1954 : L'Assassin parmi eux (Down Three Dark Streets), film de Arnold Laven, scénario des Gordons d’après leur roman Case File: FBI, avec Broderick Crawford et Ruth Roman.
- 1962 : Allô... brigade spéciale (Experiment in Terror), film de Blake Edwards, scénario des Gordons d’après leur roman Operation Terror, avec Glenn Ford et Lee Remick.
- 1964 : L'Espion aux pattes de velours (That Darn Cat!), film de Robert Stevenson, scénario des Gordons d’après leur roman Undercover Cat, avec Hayley Mills et Dean Jones.
- 1997 : Le Nouvel Espion aux pattes de velours (That Darn Cat), film de Bob Spiers, scénario des Gordons d’après leur roman Undercover Cat, réécrit pour ce remake par Scott Alexander et Larry Karaszewski, avec Christina Ricci, Doug E. Doug et Dean Jones.

## Adaptation
- 1954 : Ultime Sursis (Make Haste to Live), film de William A. Seiter, d’après le roman éponyme, avec Dorothy McGuire, Stephen McNally et Mary Murphy.

## Sources
- Jacques Baudou et Jean-Jacques Schleret, Le Vrai Visage du Masque, vol. 1, Paris, Futuropolis, 1984, 476 p. (OCLC 311506692), p. 223-224.
- Claude Mesplède et Jean-Jacques Schleret, SN, voyage au bout de la Noire : inventaire de 732 auteurs et de leurs œuvres publiés en séries Noire et Blème : suivi d'une filmographie complète, Paris, Futuropolis, 1982, 476 p. (OCLC 11972030), p. 163-165.
- Claude Mesplède (dir.), Dictionnaire des littératures policières, vol. 1 : A - I, Nantes, Joseph K, coll. « Temps noir », 2007, 1054 p. (ISBN 978-2-910686-44-4, OCLC 315873251), p. 858-859.
- (en) John M. Reilly (Ed.), Twentieth-century crime and mystery writers, New York, St. Martin's Press, coll. « Twentieth-century writers of the English language », 1982 (réimpr. 1991), 2e éd., 1568 p. (ISBN 978-0-312-82417-4, OCLC 6688156), p. 385-386.